# Nantes (quận)
Quận Nantes là một quận của Pháp, nằm ở tỉnh Loire-Atlantique, ở vùng Pays de la Loire. Quận này có 29 tổng và 82 xã.

## Các đơn vị hành chính

### Các tổng
Các tổng của quận Nantes là: 
1. Aigrefeuille-sur-Maine
2. Bouaye
3. Carquefou
4. La Chapelle-sur-Erdre
5. Clisson
6. Legé
7. Le Loroux-Bottereau
8. Machecoul
9. Nantes - Tổng thứ nhất
10. Nantes - Tổng thứ nhì
11. Nantes - Tổng thứ ba
12. Nantes - Tổng thứ tư
13. Nantes - Tổng thứ năm
14. Nantes - Tổng thứ sáu
15. Nantes - Tổng thứ bảy
16. Nantes - Tổng thứ tám
17. Nantes - Tổng thứ chín
18. Nantes - Tổng thứ mười
19. Nantes - Tổng thứ mười một
20. Orvault
21. Le Pellerin
22. Rezé
23. Saint-Étienne-de-Montluc
24. Saint-Herblain-Est
25. Saint-Herblain-Ouest-Indre
26. Saint-Philbert-de-Grand-Lieu
27. Vallet
28. Vertou
29. Vertou-Vignoble

### Các xã
Các xã của quận Nantes, và mã INSEE là: 
| 1. Aigrefeuille-sur-Maine (44002)      | 2. Barbechat (44008)                 | 3. Basse-Goulaine (44009)                | 4. Bouaye (44018)                     |
| 5. Bouguenais (44020)                  | 6. Boussay (44022)                   | 7. Brains (44024)                        | 8. Carquefou (44026)                  |
| 9. Cheix-en-Retz (44039)               | 10. Château-Thébaud (44037)          | 11. Clisson (44043)                      | 12. Corcoué-sur-Logne (44156)         |
| 13. Cordemais (44045)                  | 14. Couëron (44047)                  | 15. Geneston (44223)                     | 16. Gorges (44064)                    |
| 17. Grandchamps-des-Fontaines (44066)  | 18. Gétigné (44063)                  | 19. Haute-Goulaine (44071)               | 20. Indre (44074)                     |
| 21. La Boissière-du-Doré (44016)       | 22. La Chapelle-Basse-Mer (44029)    | 23. La Chapelle-Heulin (44032)           | 24. La Chapelle-sur-Erdre (44035)     |
| 25. La Chevrolière (44041)             | 26. La Haie-Fouassière (44070)       | 27. La Limouzinière (44083)              | 28. La Marne (44090)                  |
| 29. La Montagne (44101)                | 30. La Planche (44127)               | 31. La Regrippière (44140)               | 32. La Remaudière (44141)             |
| 33. Le Bignon (44014)                  | 34. Le Landreau (44079)              | 35. Le Loroux-Bottereau (44084)          | 36. Le Pallet (44117)                 |
| 37. Le Pellerin (44120)                | 38. Le Temple-de-Bretagne (44203)    | 39. Legé (44081)                         | 40. Les Sorinières (44198)            |
| 41. Machecoul (44087)                  | 42. Maisdon-sur-Sèvre (44088)        | 43. Mauves-sur-Loire (44094)             | 44. Monnières (44100)                 |
| 45. Montbert (44102)                   | 46. Mouzillon (44108)                | 47. Nantes (44109)                       | 48. Orvault (44114)                   |
| 49. Paulx (44119)                      | 50. Pont-Saint-Martin (44130)        | 51. Port-Saint-Père (44133)              | 52. Remouillé (44142)                 |
| 53. Rezé (44143)                       | 54. Rouans (44145)                   | 55. Saint-Aignan-Grandlieu (44150)       | 56. Saint-Colomban (44155)            |
| 57. Saint-Fiacre-sur-Maine (44159)     | 58. Saint-Herblain (44162)           | 59. Saint-Hilaire-de-Clisson (44165)     | 60. Saint-Jean-de-Boiseau (44166)     |
| 61. Saint-Julien-de-Concelles (44169)  | 62. Saint-Lumine-de-Clisson (44173)  | 63. Saint-Lumine-de-Coutais (44174)      | 64. Saint-Léger-les-Vignes (44171)    |
| 65. Saint-Mars-de-Coutais (44178)      | 66. Saint-Même-le-Tenu (44181)       | 67. Saint-Philbert-de-Grand-Lieu (44188) | 68. Saint-Sébastien-sur-Loire (44190) |
| 69. Saint-Étienne-de-Mer-Morte (44157) | 70. Saint-Étienne-de-Montluc (44158) | 71. Sainte-Luce-sur-Loire (44172)        | 72. Sainte-Pazanne (44186)            |
| 73. Sautron (44194)                    | 74. Sucé-sur-Erdre (44201)           | 75. Thouaré-sur-Loire (44204)            | 76. Touvois (44206)                   |
| 77. Treillières (44209)                | 78. Vallet (44212)                   | 79. Vertou (44215)                       | 80. Vieillevigne (44216)              |
| 81. Vigneux-de-Bretagne (44217)        | 82. Vue (44220)                      |                                          |                                       |